# コック・レーンの幽霊

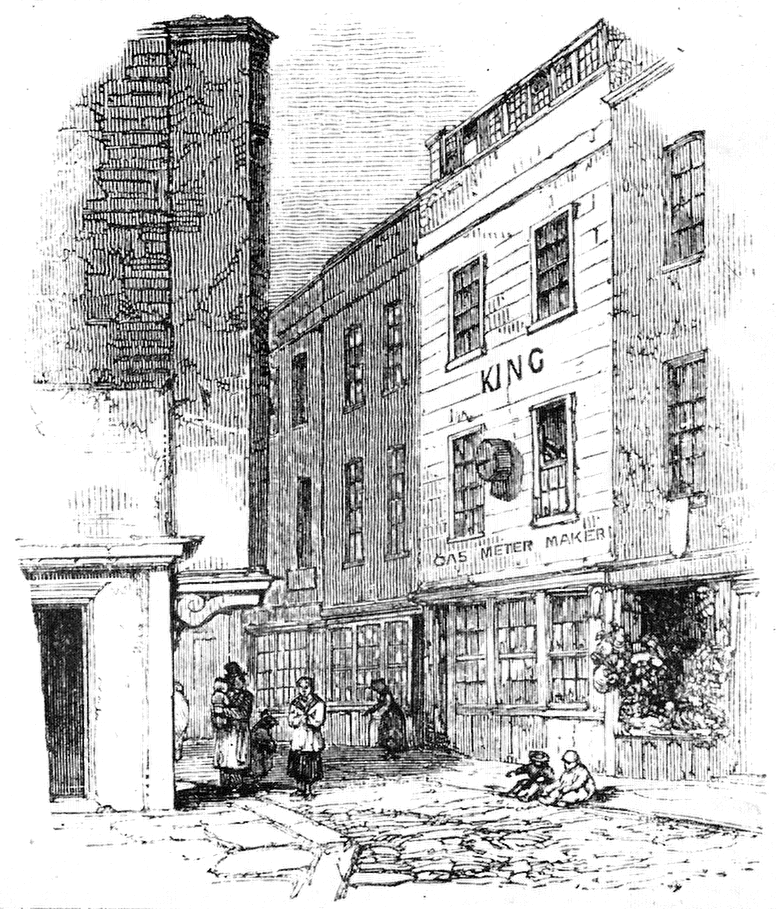
19世紀のコック・レーン。右に描かれている三階建ての建物が出没場所。

コック・レーンの幽霊（コック・レーンのゆうれい、英: Cock Lane ghost）は、18世紀のイングランドで大きな注目を集めた幽霊騒動。雄鶏小路の幽霊（おんどりこうじの—）、コック通りの幽霊（コックどおりの—）とも。コック・レーンはロンドンのスミスフィールド市場に隣接する裏通りで、セント・ポール大聖堂から歩いて2、3分のところにある。1762年、この路地沿いにある建物に幽霊が出たという報道によって一躍注目の的となった。

## 概要
この物語は、高利貸しのウィリアム・ケント、教会職員のリチャード・パーソンズ、および彼の娘のエリザベスの3人を中心に展開した。ケントは妻のエリザベス・ラインスが出産中に死亡したのち、彼女の姉妹のファニーと親密な関係になった。2人は教会法によって結婚は許されなかったが、ロンドンへ引越し、パーソンズの所有する下宿屋に滞在した。そこにいる間、こつこつと叩く奇妙なノック音がしたり、幽霊のような幻影が現れたという報告があった。ケントはパーソンズに金を貸していたが、パーソンズはそれを返さず、ケントは彼を告訴した。
ファニーは妊娠し、2人は出て行った。それからノック音は聞こえなくなったが、彼女は後に天然痘で死亡した。約18ヶ月後、ケントはパーソンズへの貸付金に対する訴訟で勝訴すると、パーソンズは彼の家屋がファニーの幽霊に取り憑かれたと主張しだした。霊現象はパーソンズの長女エリザベスを中心にして現れ、「引っかきファニー」（"Scratching Fanny"）の真意を探るために正式な交霊会が開かれた。コック・レーンには面白がった見物客が集まり、しばしば通行不能になった。サミュエル・ジョンソンを含む調査委員会はこの問題を調査し、くだんの幽霊は詐欺だと結論づけた。さらなる調査で、この詐欺は父リチャード・パーソンズに強要されエリザベスが行っていたことも証明された。関係者は共謀罪で起訴され、パーソンズはさらし台で晒され、懲役2年を宣告された。
この話はメソジストとイングランド国教会との間の論争の的となり、現代文学でもしばしば言及された。チャールズ・ディケンズは著書の中でこの騒動に触れたヴィクトリア朝時代の作家の一人であり、風刺画家のウィリアム・ホガースは2つの作品でこの騒動を取り上げた。

## 背景
1756年から57年頃、ノーフォーク出身の高利貸しウィリアム・ケントは、リンハム（Lynham）出身の食料雑貨店の娘エリザベス・ラインスと結婚した。2人の関係は、「深い愛情、調和、そして友好な関係」で満たされていたようで、およそ11ヶ月後ストーク・フェリーに引越し、ケントは郵便局を経営した。エリザベスの姉妹のフランシス（一般にファニーの呼び名で知られている）は、エリザベスの話し相手になるために2人とともに引っ越した。しかしその直後、エリザベスは出産中に死亡した。ファニーは幼児を看護したが間もなく死亡し、そのまま家事の手伝いをするためにその家に住んだ。ケントとファニーは間もなく親密な関係になったが、教会法はあらゆる結婚の可能性を認めないように思われた。ケントはこの問題に対する助言を求めるためにロンドンに赴いたが、死亡したエリザベスは生きた息子を生んだので、2人が関係を持つことは許されないと聞かされた。その結果、1759年にケントは郵便局を譲渡し、ファニーを残してロンドンに引っ越し、いくつかの役所に職を求めた。一方ファニーは、兄弟と住むためリンハムに戻った。
家族が反対したにもかかわらず、ファニーはケントへ手紙を書き、結局ケントはファニーがロンドンのケントの元へ来ることを許した。2人はマンションハウス近くの下宿屋に滞在した。そこでケントは下宿屋の主人に20ポンド（物価指数ベースで2010年時点の27,400ポンドに相当）を貸した。主人が返済を拒否したため、ケントは彼を逮捕させた。2人は下宿屋を出て、セント・セパルカー＝ウィズアウト＝ニューゲート教会で早朝の祈りに参加していた時、教会職員のリチャード・パーソンズと出会った。パーソンズは彼らの状況に同情的で、そのうえ賃貸用の下宿屋を所有していたため、部屋の賃貸の話は早々にまとまった。パーソンズの下宿屋はセント・セパルカーの北、コック・レーン20番地にあった（1965年時）。ロンドン中心部によくある、細く、曲がりくねった通りはさびれていたが、そこはふさわしい場所でもあった。問題の建物は3階建てで、各階の各部屋はらせん階段でつながっていた。

## ファニー
パーソンズには妻と2人の娘がいた。長女のエリザベスは「ちょっとずる賢い11歳の女の子」と言われていた。パーソンズは一般には立派な男だと思われていたが、近所ではのんべえで家族に苦労をかけていることが知られていた。ケント夫妻（その時彼ら自身がそう呼んだ）が引っ越してくるやいなや、パーソンズはケントから、ひと月あたり1ギニーの利子で12ギニーを借りた。ケントは後に田舎の結婚式に出席するためしばらく家を留守にすることになり、エリザベスに、ベッドを共有してファニーの話し相手になってくれるよう頼んだ。そして2人は引っかいたりこつこつと叩く音を聞いた。パーソンズの妻はそれを隣の靴屋のせいだとしたが、ファニー（その時妊娠6ヶ月だった）はそれを信用せず、その音は彼女の死を予告していると思った。近くのホイートシーフ・パブの亭主ジェームズ・フランゼンはパーソンズ家に立ち寄り、やはりノック音を聞き、幽霊のような白い人影が階段を上るのを見たと語った。怯えた彼は家に帰り、その後すぐに訪れてきたパーソンズに幽霊を見たのだと主張した。
お腹に赤ちゃんがいたため、ケントはクラーケンウェルにあるバートレット・コートに引っ越す手配をしたが、彼が帰ってきた1760年1月にまだ家は準備できていなかった。ファニーはその時妊娠8ヶ月になっていたが、2人は近くの「不便な」アパートメントに短期間だけ住むつもりで引っ越した。一方でケントとパーソンズとの関係は、パーソンズが借金を返済しないため悪化した。そこでケントは、彼の弁護士にパーソンズを告訴するよう命じた。弁護士はその時彼に3ギニー借りていた。
ファニーは1月25日に病気になった。主治医は、それは陣痛ではなく発疹熱の初期症状だと話した。妊娠中の危険な時期に彼らの下宿屋では不十分だというケントの意見に医師も同意し、ファニーは普通列車でバートレット・コートへ移った。
翌日医師は帰り、ファニーの薬剤師と会い、両者はファニーの病気が天然痘であるという意見で一致した。ファニーは数ヶ月前に遺言状を書いており、診断を聞いた後に弁護士を呼び寄せ、彼女の所有物のすべてが確実にケントのものになるよう取り計らった。彼女はセント・ジョン・クラーケンウェル教会のスティーブン・オールドリッチ牧師に看護され、牧師は彼女に彼女の罪は赦されると言って安心させた。1760年2月2日、ファニーは死亡した。
ファニーの遺言執行人としてケントは棺を発注したが、彼らの関係が知られて起訴されることを恐れ、匿名のままにするよう依頼した。しかし、墓地を登録するときに彼女の名前の記入を求められ、彼は自分の名字を記した。ファニーの遺族は訃報を受け、姉妹のアン・ラインス（ペル・メルの近くに住んでいた）がセント・ジョン教会で行われた葬儀に出席した。アンは、彼女と彼女の兄弟が半クラウンだけ相続 —残りはケントへ— という遺言状の内容を知ったとき、民法博士会館（Doctors' Commons）でそれを阻止しようとしたがうまく行かなかった。ケントは株式仲買人になり、1761年に再婚した。彼の遺産には、ファニーと彼女の兄弟トーマスが共同保有する150ポンドに及ぶ不動産が含まれており、そのトーマスが死亡した。不動産にはファニーらの兄弟ジョン・ラインスからトーマスへ売却された一部の土地も含まれていた。ケントもファニーが共同保有していた土地を相続することになり、ファニーの遺族は憤慨した。売却における法的問題は、トーマスの相続者は補償金として45ポンド支払わなければならないということを意味したが、ケントはそれを拒否し、彼はファニーの負債を清算する際にすでに金は使ってしまったと主張した。1761年10月、ジョン・ラインスはケントに対し大法官裁判所（Court of Chancery）に提訴した。

## 出没

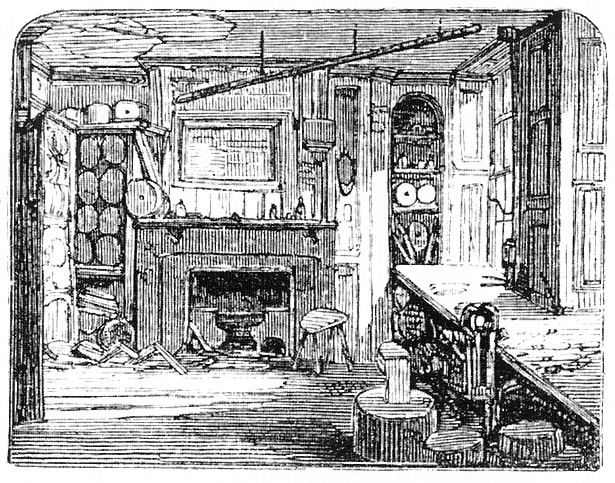
19世紀に描かれた幽霊が出た部屋の絵。

1762年1月までには、ケントはパーソンズに貸していた金を取り返すことができた。同じ頃、コック・レーンでは不可思議な音 —ケントが去ったときに鳴り止んでいた— が再び鳴り始め、その頻度は増していた。ケント夫妻が退去した直後に引っ越してきたキャサリン・フレンドは、音が止まないと分かると出て行った。音が明らかにそのまわりで発生していたエリザベス・パーソンズはひきつけを起こし、家族は日常的に不安にかられた。その説明できない音は、当時猫が椅子を引っかいている音に例えられた。伝えられるところでは、リチャード・パーソンズは音の原因を探るため、大工にエリザベスのベッドのまわりの羽目板をはずさせた — が、何も見つからなかったという。パーソンズは、1754年からセント・セパルカーの伝道師助手になり、1761年からは西スミスフィールドのセント・バーソロミュー・ザ・グレートの教区牧師を務める、メソジストのジョン・ムーアに相談した。2人は、ファニーが死にかかっていたときにパーソンズとフランゼンが見たのは前妻のエリザベス・ケントに間違いなく、パーソンズ家に現れた霊はファニー・ラインス自身に違いないという結論に達した。おそらく2つの霊は永眠することができず、それは彼女らが重大なことを伝えようとしている明らかなサインだとした。
パーソンズとムーアは霊と交信する方法を考案した。1回のノックでイエス、2回でノー。この方法の下で、霊は、ファニーは殺されたのだと訴えた。ファニーが死にかかっていたときに現れた幽霊はエリザベスであり、彼女の姉妹に運命で苦しむことを警告するために現れたと憶測された。このケントに対する告発 —彼が最初の妻を殺したという— が行われることはなかったが、度重なる質問を通じ、ファニーは天然痘ではなくヒ素中毒で死んだと推測された。おそらく致死量の毒が彼女の死の2時間前にウィリアムによって投与され、今彼女の霊は当然の報いを求めていると思われた。ムーアには犯罪を疑う理由があった。彼はリチャード・パーソンズから、ケントに大して高額でもない金のためにしつこくつきまとわれていたということ、アン・ラインスからは、棺がネジ止めされていてファニーの死体を見ることができなかったという不満を聞いていた。それを証拠として、ムーアは、ファニーには天然痘の症状が出ておらず、ケントは彼女が中毒であったことを隠したかったのだと思った。『パブリック・レッジャー』（The Public Ledger）紙は、この現象を詳しく報道し始め、ケントは世間から殺人者として疑いの目で見られた。

## 交霊会
報道がケントが犯したと匂わせる（新聞は訴訟沙汰を恐れて彼の名前を隠し、しばしばK——とした）告発を行うと、彼は身の潔白を証明するため、立会人を伴ってムーアのもとを訪れた。ムーアはパーソンズとともに作成した幽霊への質問のリストをケントに見せた。その中にはウィリアム・ケントとファニー・ラインスの婚姻関係に関する問いがあり、ケントは彼らが結婚していなかったことを認めた。ムーアはケントがファニーを殺したとは思っていなかったが、霊の存在が「その他の諸々の裏にはなにか闇に包まれた部分があり、彼がパーソンズの家へ行けば、彼は同じものを目撃し、その事実を納得するかもしれない」ことを示しているとケントに話した。そこで、1月12日、ケントはファニーの最期を看取った2人の医師に同行してもらい、メソジストのトーマス・ブロートン牧師とともにコック・レーンに向かった。家の上階では、エリザベス・パーソンズが面前で服を脱がされ、妹とともにベッドに入った。立ち会った人々は部屋の真ん中にあったベッドのまわりに座り、そして交霊会が始まった。メアリー・フレイザー（パーソンズの親類）は部屋を走り回り、「ファニー、ファニー、出てきてくれないかしら? 来て、お願いファニー、かわいいファニー、来て!」と叫んだが何も起こらなかった。同席した人々は、彼らがあまりに騒いだので幽霊がでてこないのではないかと話した。ムーアは足を踏みならして幽霊とのコンタクトを試みたいので、彼らに部屋から出るように頼んだ。彼らが退出した後、10分ほどして、幽霊はノックを始め、彼らは部屋に戻った。それからムーアは、彼とパーソンズが用意した質問のリストを急いで読み始めた。
「あなたはケント氏の奥さんですか?」— ノック2回。
「あなたの死に方は自然なものでしたか?」— ノック2回。
「毒で?」— ノック1回。
「それを与えたのはケント氏以外の誰かですか?」— ノック2回。

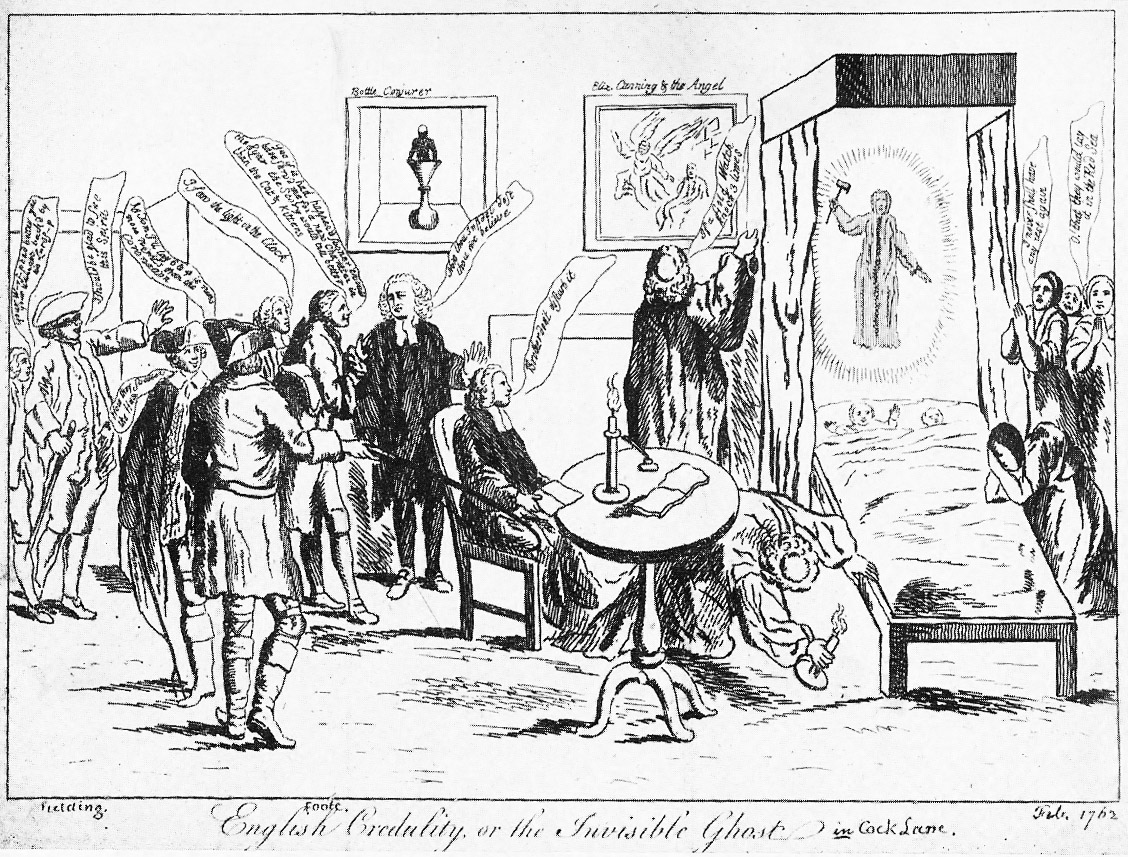
English Credulity or the Invisible Ghost（英国人の軽信性あるいは見えざる幽霊 - 1762）。 幽霊がベッドの2人の子供の上に現れている。ジョン・フィールディング（左）とその連れが見える。壁の肖像画はボトル・コンジュラーとエリザベス・カニングのもの。作者不明だが、オリヴァー・ゴールドスミスの可能性がある。

部屋にいた一人が言った。「ケント、君が絞首刑になるかどうか、この幽霊に尋ねてみなよ。」答えはノック1回だった。ケントは大声で言った。「お前は嘘つきの霊だ。お前は私のファニーの幽霊ではない。彼女は決してそんなことは言わなかった。」2日後、エリザベスはブレイ家に移された。そこでも、2人の客の面前でノック音は続いた。彼女はコック・レーンに帰り、1月18日にケントは薬剤師とスティーブン・オールドリッチ牧師とともに別の交霊会に出席した。そこでは幽霊に対しより多くの質問がされたが、牧師がロウソクを使ってベッドの下を覗こうとしたとき、霊は答えることを「拒否」した。フレイザーはこれを「彼女は光が好きじゃないから」と説明した。数分後、ノックは再開された。フレイザーは、幽霊が裁判に出廷するかどうか尋ねることを拒んだ。出席していた信徒が、「あなたが本当に霊ならば、ベッドの支柱を叩いてください。」と言った。それに対する答えは、引っかく音だった。
ウィリアム・ケントとファニーがコック・レーンに住んでいる間、メイドとしてエスター・“キャロット”・カーライルを雇っていた。カーライルはその後新しい仕事に移ったが、霊現象については何も知らなかった。パーソンズとムーアはファニーが中毒で死んだことを証明する必要があり、カーライルに質問しに行った。カーライルはムーアに、ファニーは死ぬ前の数日、話すことができなかったと話し、ムーアはカーライルを交霊会に招待した。カーライルが到着すると、彼女はファニーが毒殺されたことを確認していないかどうか尋ねられた。しかし、カーライルは頑なに、ファニーは彼女に何も話さず、ウィリアムとファニーの関係について、「とても愛し合っており、一緒に暮らせてとても幸せそうだった」と言うだけだった。ケントはその夜遅くに到着し、今度はジェームズ・フランゼン、ウィリアム・ドッド牧師、トーマス・ブロートンを伴っていた。フレイザーはムーアに送り出される前、いつもの紹介を始めた。彼はその後、約20名の出席者に部屋から出るよう頼み、数分後に彼らを呼び戻した。今度の質問は、カーライルが幽霊と話すことができるかどうかに集中した。
「あなたは私のご主人様ですか?」— ノック1回、その後引っかく音。
「あなたは私に怒っていらっしゃるのですか、奥様?」— ノック1回。
「それでは、奥様、あなたはきっとご自分を恥じていらっしゃるのでしょうね。だって、私は私の人生の中であなたを傷つけたことは一度もありませんでしたもの。」
交霊会はいったん終了した。フレイザーとフランゼンは部屋に残った。伝えられるところでは、フランゼンは恐怖のあまり動けなかったという。交霊会は再開し、フランゼンは後に自宅に帰った。帰った後、彼は幽霊の度重なるノック音に苦しめられたという。

## 調査
1月20日、新たな交霊会が、この時はホージャー・レーンの角のブルイン家で行われた。この出席者の中に、「あくまでそれが詐欺であることを暴露し、不可解な現象の真相を突き止めることを望んでいる」男がいた。彼は後に『ロンドン・クロニクル』にその夜の内容の記事を寄稿した。彼は、オールダーズゲートにあるセント・アン・アンド・セント・アグネス教会のジェームズ・ペン牧師を含む数人のグループで到着した。家の中に入ると、そのグループのメンバーはベッドに接した位置についた。幽霊の支持者の一人にそこをどくよう言われたが、彼は断り、短い口論の後、支持者は去った。その男はそれからパーソンズに、娘を彼の家へ迎えてもいいかどうか尋ねたが、拒否された。その夜はそれ以降幽霊は音を立てなかった。エリザベス・パーソンズはその時非常に震えており、ひきつけの兆候を示していた。質問されたとき、エリザベスは幽霊を見たが、怯えなかったことを認めた。この時、一部のグループは去ったが、翌朝7時頃にノック音が始まった。いつものファニーの死とその原因に関する質問に続き、セント・ジョン教会に埋葬されている彼女の遺体に関する質問に移った。

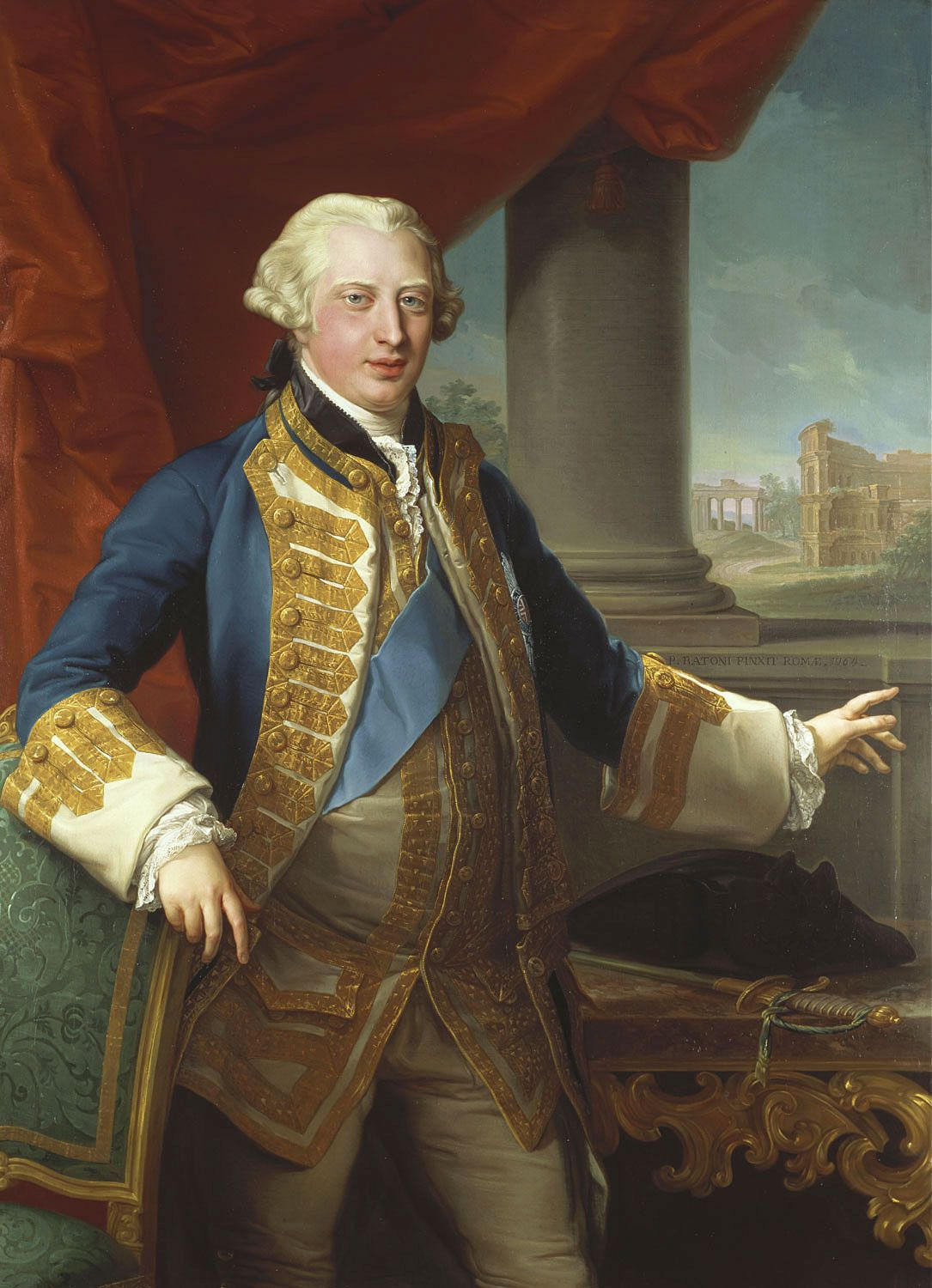
ヨーク公エドワード王子は1762年1月30日の交霊会に出席した。

パーソンズは、1月22日にオールドリッチ牧師の家でさらなる検証を行っていいかどうか尋ねられるとそれを了承した。しかし、ペンらがその日の朝にパーソンズの家へ行くと、パーソンズはエリザベスはいないと言い、彼女の所在を明らかにすることを拒んだ。合間にパーソンズは友人と話しており、ケントが自身での調査に多忙な事を懸念しているようだった。
代わりに、パーソンズはその夜セント・バーソロミュー病院で交霊会を行うことを許可した。その夜は何も起こらず、朝6時になって3回の引っかき音が鳴った — 少女は寝ているようだった。約20名の出席者はくだんの現象はインチキだと不平を言い始めた。エリザベスは目を覚まし、泣きだした。そして大丈夫だと言って安心させると、「このことが詐欺だと思われると、お父さんは落ちぶれておしまいになってしまう」ことを心配したと認め、また、眠っているように見えてしっかりまわりの話を聞いていたことも認めた。
ロンドン市長Samuel Fludyer（en）は数通の請願書を受け取り、1月23日にオールダーマン・ゴスリング、ジョン・ムーア、およびリチャード・パーソンズの申し入れを受け、彼らの体験を聞いた。しかし、Fludyerは最近詐欺師エリザベス・カニングの事件があったことから、ケントまたはパーソンズを、それぞれ殺人または共同謀議の容疑で逮捕することは拒否した。代わりに、メディアによる容赦ない報道が一因となっている興奮状態に対し、オールドリッチ牧師宅での検証を後に命じた。一方、1月23、24日に行われた交霊会の研究の主題は再びエリザベスになった。パーソンズは市長の決定を聞き、それに同意したが、「エリザベスと関係ある人間が日中彼女を慰めるためにそこにいるのを許されるのか」と尋ねた。2つの似たような要請があったため、これは拒否され、オールドリッチとペンは、彼らが受け入れるのは「厳正な人格で高い評価を得ている家政婦」だけだと強調した。パーソンズは了承し、オールドリッチとペンは彼らとの交渉の報告書を提出した。明らかに動揺したパーソンズは『パブリック・レッジャー』での自分の立場を守るための声明を出し、それはオールドリッチとペンが『ロイズ・イブニング・ポスト』でそれに対する辛辣な反論を促す結果となった。 ——「我々はパーソンズが常に子供を引き渡す気があったという主張に大いに困惑している。今月20日水曜の夜に彼はそれを拒否している。[…] 保護を要求することで、何が分かるのか?」
この話はロンドン中に広まり、1月中旬になると見物客が群がってコック・レーンが通行できなくなるほどになった。パーソンズは幽霊と「話す」ための入場料を徴収し、大きな利益を得た。『セント・ジェームズ・クロニクル』と『ロンドン・クロニクル』は、それぞれこの現象の詳細な記事を掲載した（後者はよりシニカルに）。エリザベスは1月26日にジェーン・アームストロング宅に連れていかれ、ハンモックで眠った。音が鳴り出すと、幽霊の支持者は自信を深めた。連日報道は続き、オーファード伯ホレス・ウォルポールは、ヨーク公エドワード王子、ノーザンバーランド伯爵夫人、メアリー・コーク夫人、およびハートフォード卿とともに1月30日に霊の出現場所を訪れることを発表した。彼らはたくさんの野次馬が集まる中苦労して訪問したが、結局期待は裏切られた。パブリック・アドバタイザー紙は、「音の発生は通常朝7時まで延びることがあり、時間は一定ではない。そうすることで、このペテンはうまくいっているのかもしれない。」との所見を述べた。

## 発覚
オールドリッチは、ダートマス伯ウィリアム・レッグとともに調査委員会のメンバーを集め始めた。地元の産科病院の保母を主任侍女とし、批評家で論客のジョン・ダグラス主教、ジョージ・マコーレー博士、ウィルキンソン大尉、そしてジェームズ・ペンとジョン・ムーアも選ばれた。ウィルキンソンは交霊会に出席したことがあり、その時拳銃と警棒で武装していた — 拳銃はノック音のもとを撃つために、警棒は自分の脱出のために（その時幽霊は音を立てなかった）。そしてその中で最も著名なメンバーはサミュエル・ジョンソンだった。ジョンソンは1762年2月1日の交霊会の内容を記した:
2月1日夜、その地位や身分で著名な紳士たちが、オールドリッチ牧師の招きにより、死者の霊によるものとされる音の調査のため、いくつかの巨大な犯罪を究明するため、クラーケンウェルにある彼の自宅に集まった。夜10時頃、男たちは部屋で、霊によって情緒不安定気味であるため、細心の注意が払われ、数人の女性によって寝かしつけられたその少女と会った。彼らは1時間以上待ったが、何も聞こえてこなかった。彼らは階段に行き、少女の父親に問いただした。彼は最も強い口調で、詐欺についてのあらゆる情報や意見を否定した。その霊とされるものは、以前、それを肯定するノックによって、クラーケンウェルのセント・ジョン教会の遺体が埋葬された地下墓所において、彼女の棺をノックすることで、その存在を示すことを約束していたのである。結果、この霊とされるものの存在あるいは真実性に関する裁判を開くことが決定された。彼らが尋ね、議論していると、少女のそばにいた数人の女性から少女の部屋へ来るよう呼ばれた。ノックや引っかく音が聞こえたというのである。男たちが部屋に入ると、少女は彼女の背中にネズミのような霊を感じ、ベッドから彼女の手を握るよう要求されたと明言した。その後、霊が姿を見せることで、出席者の体や手に跡を残すことで、引っかいたり、こつこつ叩くことで、あるいは何か他の作用を見せることで、その存在を明らかにするよう厳かに求められたが、なにかしらの人智を超えた力の証が示されることはなかった。霊はそれから、棺を叩くと約束した者は今地下墓所を訪れようとしており、約束はその後履行されるとの主張を極めて真剣に伝えた。訪問者は1時に教会に到着し、約束がなされた男は他の者とともに地下墓所に入った。霊に対し約束の履行を厳かに求められたが、沈黙以上の何も起こらなかった。霊に告発されたとされる男は、他の数名とともに下へ降りて行ったが、何の影響も認められなかった。彼らは帰ってくると少女を尋問したが、彼女から自白を得ることはできなかった。2時から3時の間に、少女は父親とともに帰宅することを望み、それは許された。この結果、子供は特定の音を鳴らす、あるいは偽装するずる賢さを持っており、なんらかの高い意志による力は存在しないということがこの会の総意となった。—サミュエル・ジョンソン（1762年）

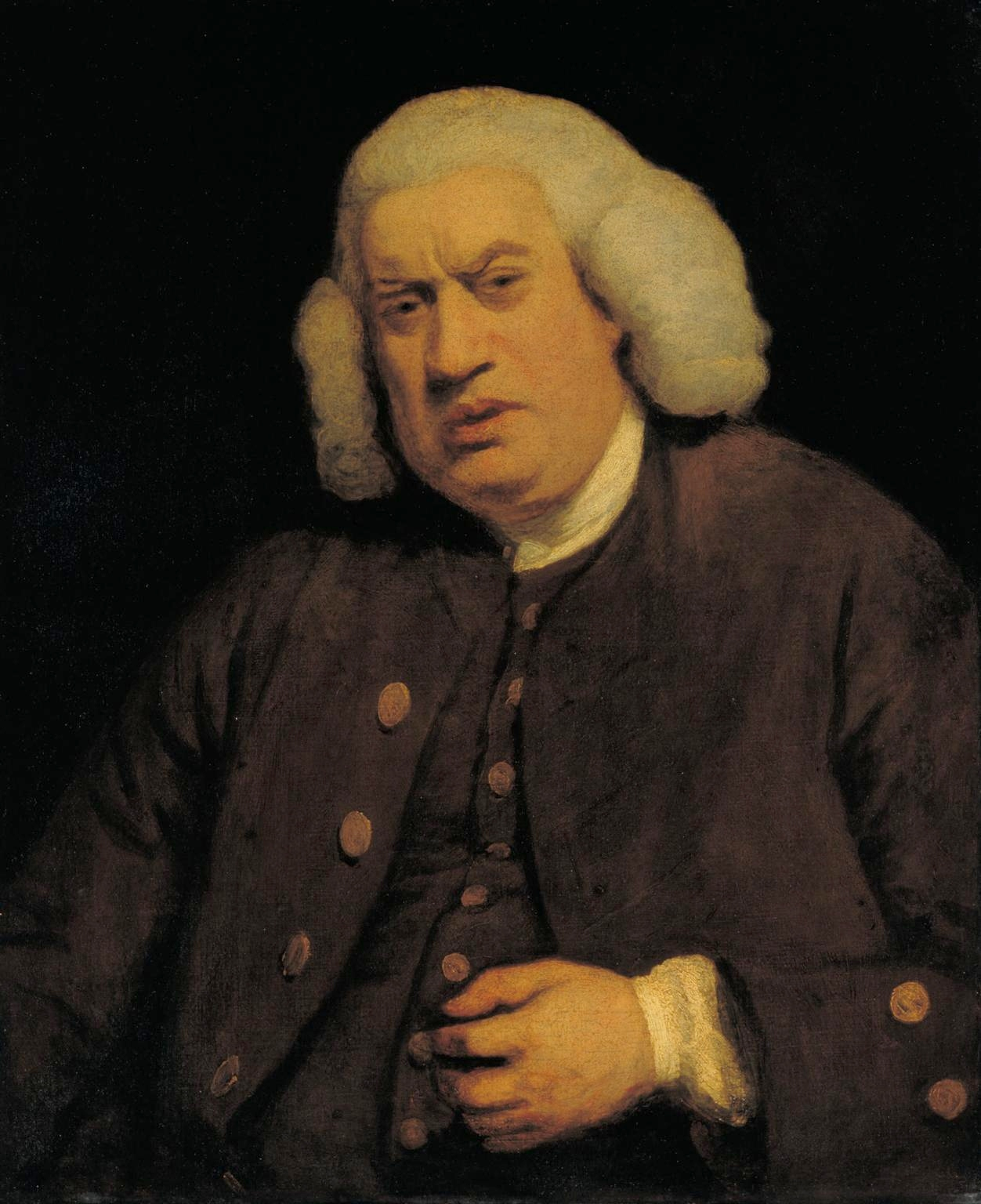
サミュエル・ジョンソンは幽霊をいたずらと結論づけた。

ムーア牧師はケントに対し、彼がファニーの死に対して責任があると思っていないことは既に話していたが、幽霊が現れなかったことには失望し、その後、幽霊はファニーではなく詐欺師だったと思っているとケントに話した。ケントはムーアに対し、真実を認め、彼が知っていることについて宣誓供述書を書くよう求めたが、ムーアはそれを拒否し、彼がまだ霊は存在していると信じており、その存在がケントの罪を示していると話した（しかし、ケントは2月8日に、ファニーの医師と薬剤師の署名で宣誓供述書をなんとか提出することができた）。パーソンズ夫人を含む多くの人々は、エリザベス・ケントと思われる幽霊は彼女の姉妹の新しい関係に賛成していないと思っていた。2月3日の交霊会では再び幽霊が主題となり、ノック音は再び鳴った。

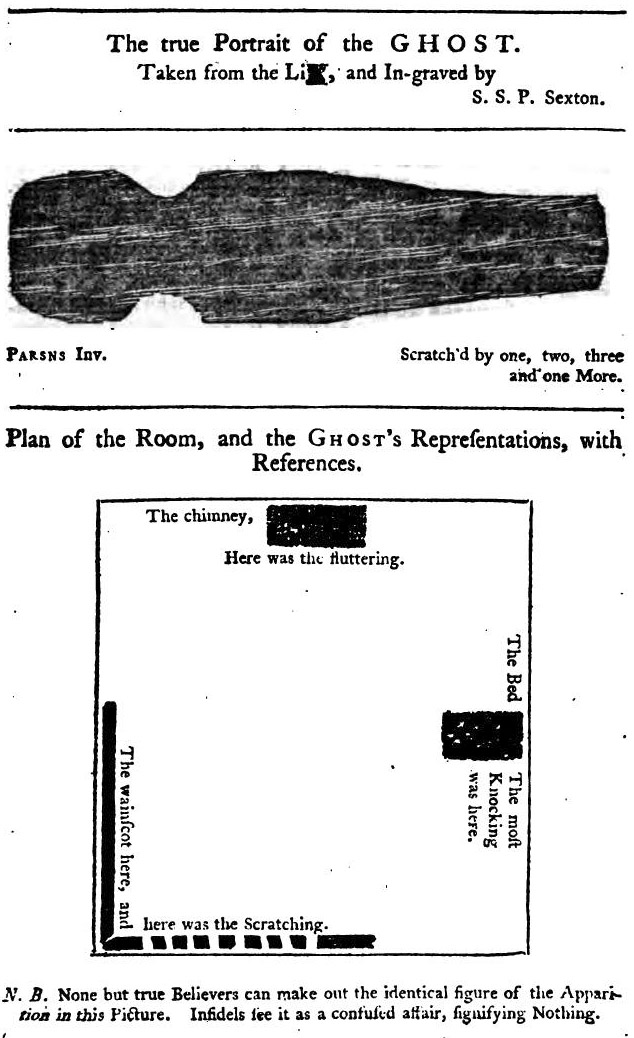
エリザベス・パーソンズが使用した木片と、幽霊が出た部屋の平面図。1762年。

そしてパーソンズは自分が非常に困難な —そして深刻な— 状況に置かれていることに気づいた。幽霊が詐欺ではないことを証明するため、彼は娘がより多くのテストを受けるのを許さざるを得なかった。2月7日から10日にかけて、彼女はストランドにある家屋で毎日検査された。2月14日に彼女はコヴェント・ガーデンにある家屋へ移され、手足を伸ばしてハンモックの上で揺らされるなどの、様々な方法で検査を受けた。予想通り、音は鳴り出したが、一旦エリザベスの手をベッドの外に置くと、音は止んだ。2夜連続で幽霊が沈黙すると、エリザベスは、2月21日日曜日までに音が鳴らなければ、彼女と彼女の父親はニューゲート監獄に送られるだろうと聞かされた。彼女のメイドは、彼女が体に6×4インチ（150×200ミリ）の小さな木片を隠しているのを目撃し、調査員に知らせた。より多くの引っかく音が聞こえたが、観察員は、パーソンズが彼の娘を利用していたずら幽霊を作り上げており、エリザベスは強要されて音を出していたと結論づけた。
エリザベスは2月22日に帰宅を許された。翌日、オリヴァー・ゴールドスミスが主に執筆した The Mystery Revealed（暴かれたミステリー）が発行された。その中でケントの事件は同情的に書かれていた。彼 —いまだ自らの潔白を証明しようとしていた— は2日後にオールドリッチ、葬儀屋、聖職者、および教区の寺男とセント・ジョン教会にいるところを目撃された。直近の新聞報道では、ファニーの遺体は地下墓所から移されており、そのため幽霊は彼女の棺を叩けなかったという説明がされており、彼らはそれが誤りであることを証明するためにそこにいた。ムーアにとって、この最後の結論は十分過ぎた。彼は自身の考えを撤回することを公表した:
コック・レーンに現れた幽霊のせいでその評価を目に余る態度で著しく非難された人物を公平に評し、弱者の軽信性を抑制し、この不合理な現象を理由とした悪意ある試みを打破するため、そしてさらなる不正を防ぐため、私はここに保証する。私は幽霊によるものとされるそれら叩くあるいは引っかく音はいかにしてか、あるいはどんな方法なのかを指摘することはできないとしても、それは、この出来事の関係者の何人かによって、企まれ、演じられ、続けられたものなのであると。さらに、私はそれら叩くあるいは引っかく音がいくつかの巧妙で邪悪な仕掛けの効果であったと確信している。そして、今月朔日、私が何人かの地位あるいは身分ある人々と、クラーケンウェルのオールドリッチ宅での、この不道徳な詐欺行為の公開調査に出席したときに、より優れた手段によって私はそれを確信した。私はその時子供に会わなかったし、音も聞かなかった。そして私は付言するのが私の義務であると考える。被害者（偽りの幽霊による告発を自身が聞いた）は、彼の振る舞いによってではなく、疑惑の立場に立たされたが、揺るぎない態度を保ち、私は信じ込んでしまったが、無実は導かれた。—ジョン・ムーア（1762年）
この声明によってムーアに対する当局の態度が変わることはなかった。彼は、リチャード・パーソンズと彼の妻、メアリー・フレイザー、およびリチャード・ジェームズ（ケントを中傷するような新聞報道の一部に対して責任があるとされた職人）とともに、彼自身に共謀罪の容疑がかかっていることを知った。

## 裁判

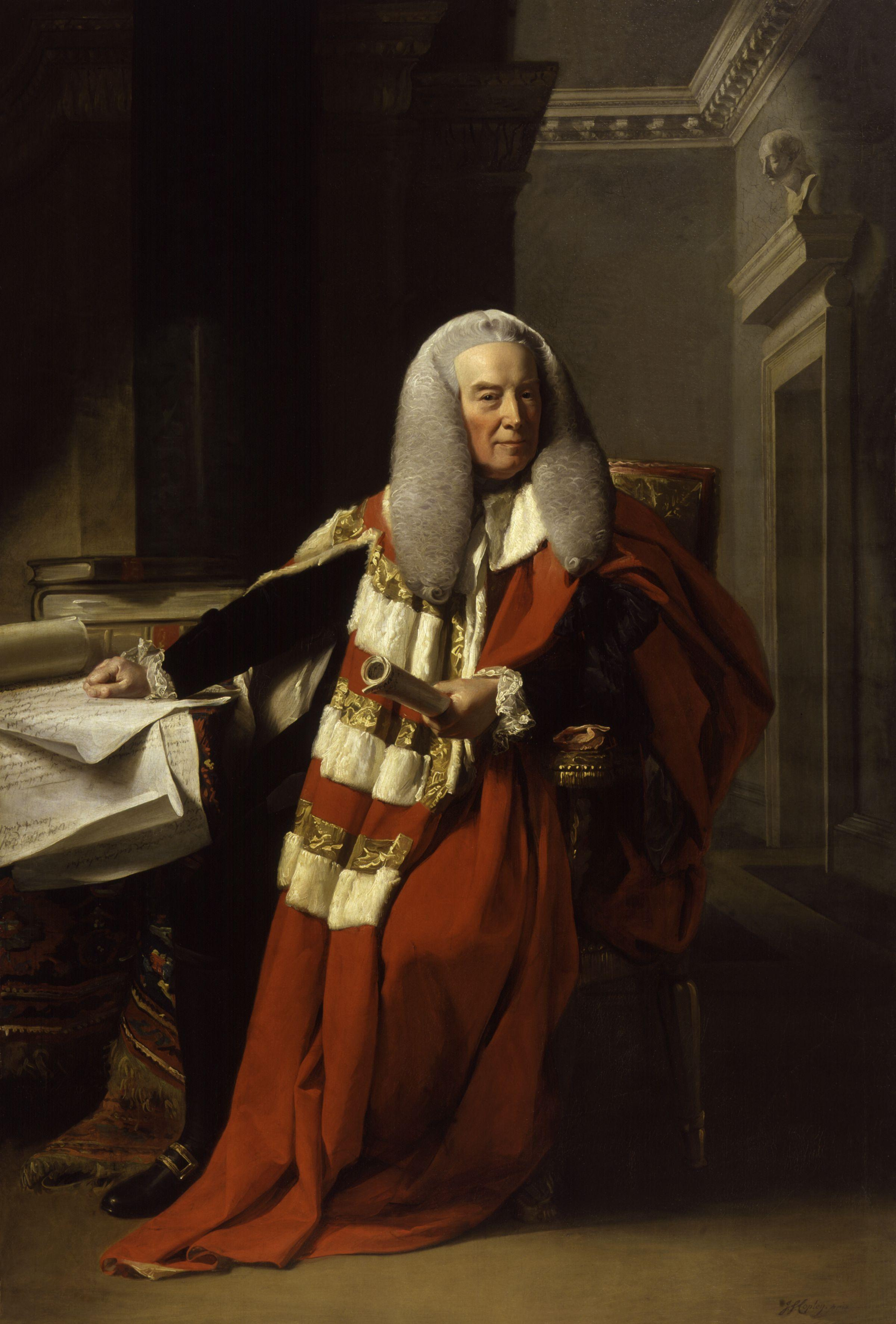
この事件は首席裁判官のウィリアム・マーレイによって裁かれた。

5人全員の裁判は、1762年7月10日午前10時にギルドホールで開廷された。裁判を統括するのは首席裁判官のウィリアム・マーレイだった。法廷は被告に対するケント側の証拠の提出を見にきた傍聴者で混み合った。彼は裁判官に、彼とファニーとの関係、および彼女が「引っかきファニー」（幽霊が引っかき音を立てたためそう呼ばれた）として復活したことについて陳述した。ジェームズ・フランゼンが続き、彼の証言は、その後の元ファニーのメイド、エスター・“キャロット”・カーライルの証言によって裏付けられた。ファニーの最期を看取ったクーパー医師は自身の宣誓供述書で述べたことを繰り返し、彼女の薬剤師ジェームズ・ジョーンズがクーパーの証言を補強した。その他の原告側証人は、「幽霊」がどのようにして現れたか、そして、リチャード・ジョーンズが、『パブリック・レッジャー』紙に掲載された、より攻撃的な記事に対してどの程度責任があるのかを証言した。
被告側証人には、エリザベス・パーソンズの世話をした者、および、おそらく未だ幽霊が本物であると信じている者、他に、パーソンズの下宿屋の羽目板をはずした大工、幽霊の音から逃れるために引っ越したキャサリン・フレンドがいた。ロス牧師と同様に幽霊にいくつかの質問を行った、トーマス・ブロートン牧師も召喚された。マーレイは彼に尋ねた。「彼が幽霊を惑わそうと思ったのか、それとも幽霊が彼を惑わせたのか?」ジョン・ムーアには数名の名声ある紳士による支援の申し出があり、彼のために仲裁を求めるカンタベリー大主教トーマス・セカーの書簡を提出した。マーレイはそれを未開封のままポケットに入れ、「これが本案件に関係することはあり得ない」と述べた。リチャード・ジェームズとリチャード・パーソンズはまたさまざまな証人による支援を得た。その何人かは、パーソンズが酒浸りだったことを認める一方で、彼が有罪だとは信じられないと証言した。
裁判は午後9時半ごろ結審した。裁判官は約90分かけて審議を総括し、15分後に陪審員の評決が言い渡された — 全員有罪。次の月曜日、ケントを中傷したことに対し責任がある2名が有罪とされ、罰金50ポンドが科せられた。共謀者らは11月22日に再び出廷させられたが、彼らとケントとの間で賠償の合意が得られることが望まれ、判決は延期された。1763年1月27日、彼らは合意に達しなかったため、2月11日まで王立法廷監獄に収監された。和解したジョン・ムーアとリチャード・ジョーンズは訓戒を受けた後釈放され、その他には翌日判決が下された:
本事件により大きな苦痛を受けたケント氏は犯罪者の処罰によって補償を受けるべきであり、両者の和解を期待して、裁判所は7、8ヶ月にわたる判決の延期を選択していた。この結果、聖職者と職人は、ケント氏に相当額 —許しを買う金額として。何人かは500から600ポンドといった— を支払うことに同意し、厳しい非難を受けながら免責となった。父親は1ヶ月に3回さらし台で晒すことが命じられた —そのうちの一度はコック・レーンの端で。エリザベスと妻は1年間の投獄、そしてメアリー・フレイザーはブライドウェルでの6ヶ月間の重労働の判決が言い渡された。父親は最初にさらし台で晒されたときに正気を失ったようで、刑の執行は別の日に延期された。過日と同様に晒されたとき、民衆は彼を虐待せず、大変同情し、彼に寛大な寄付を行った。—『アニュアル・レジスター』、vol cxlii、および『ジェントルマン・マガジン』、1762年、43および339ページ
パーソンズは一貫して無実を主張しつづけ、2年間の投獄も宣告された。

## 影響

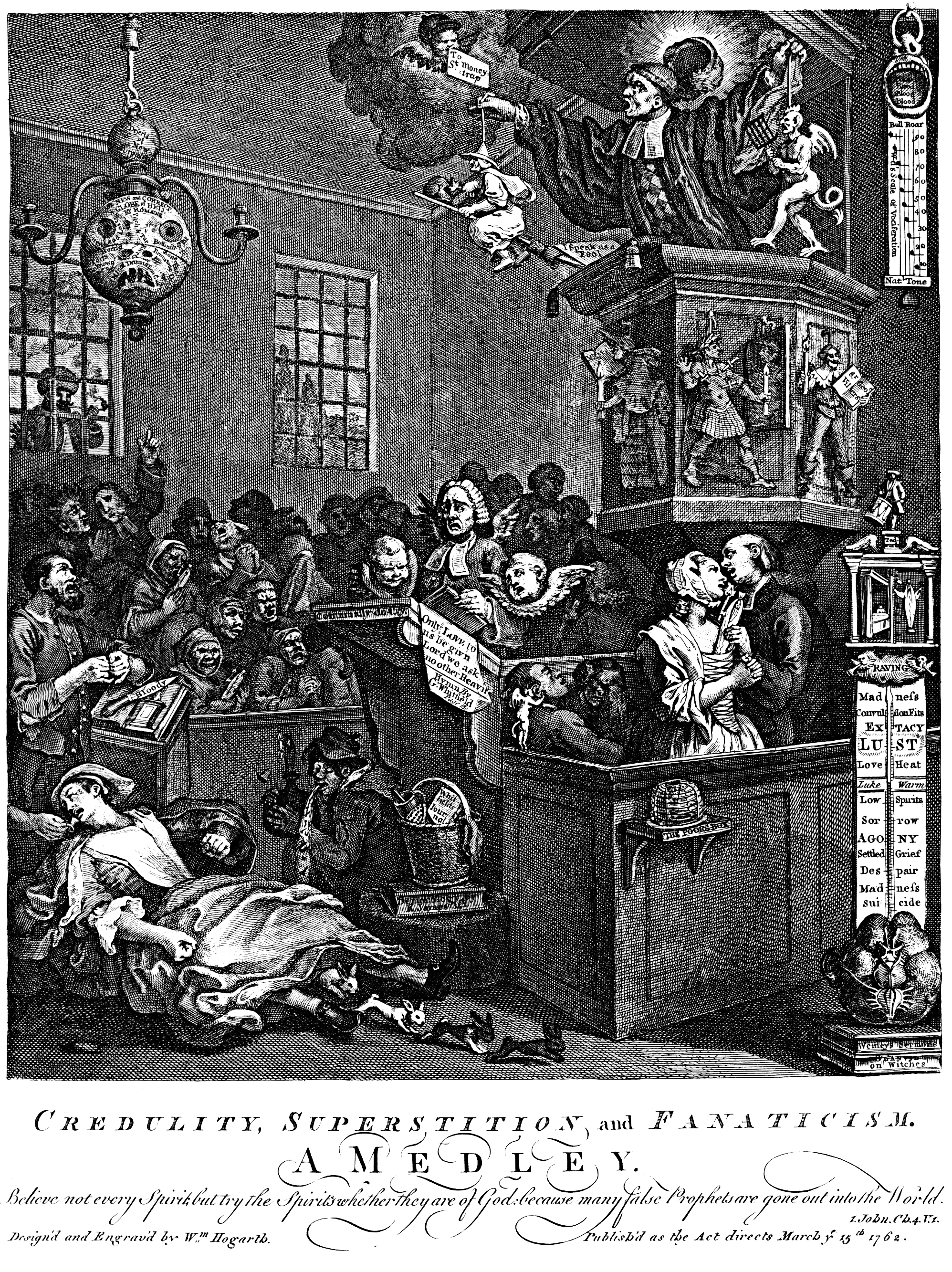
ウィリアム・ホガース作 Credulity, Superstition, and Fanaticism。コック・レーンの幽霊が温度計の上に見え、ベッドの少女を叩いている。メソジストの説教師が若い女性の胴着の中に幽霊のイコンを滑り込ませているのが見える。

コック・レーンの幽霊は、当時のメソジストと保守的なイングランド国教会の間の宗教論争の的となった。霊的来世に対する信仰は多くの宗教の、とりわけキリスト教における必須要件であり、霊が現実世界に現れたと思われるあらゆる事例は、そのような信仰を肯定するものとして大切にされた。ジョン・ウェスレーは、青年時代の自宅での霊体験と思われるものに強い影響を受け、魔術やその儀式に対する立場で批判を受けたメソジスト派を創立した。メソジスト派は、決して統一された宗派ではなかったが、その教義は超常現象に対する信仰とほぼ同義になった。そのため一部の信者はコック・レーンの幽霊を、かつてのカトリックの遺物だと考えたイングランド国教会よりも信じた。メソジスト派のジョン・ムーアとイングランド国教会派のスティーブン・オールドリッチの対立がその典型例である。交霊会の一つに参加したホレス・ウォルポールは1845年に出版された彼の回顧録の中で、メソジストは幽霊の存在を立証しようと活発に活動していたことを非難した。彼はエリザベス・パーソンズのそばには常にメソジスト聖職者の存在があったことを述べ、教派側から彼女の父親へトラブルに対する補償が行われたことをほのめかした。
サミュエル・ジョンソンは彼のキリスト信仰に傾倒し、1681年に出版された Saducismus Triumphatus （サドカイ派に打ち勝つ）の中で無神論と懐疑論の台頭に対する懸念と魔術信仰に関して述べたジョゼフ・グランヴィルと意見を共にした。ジョンソンの霊魂消滅に対する考えは悲劇的なものだったが、霊的来世の存在と、そしてそのような霊が現世を保護し、現世に忠告することを信じていた。彼はより信じやすいメソジストから距離を置いていたが、キリスト教が来世の証明を必要としていることは認めていた。彼の伝記記者ジェイムズ・ボズウェルとの議論の中で彼は語っている。
私は、人が自身の想像力の些細な力によって経験するかもしれないものと、想像力ではおそらく生み出せないものとを区別する。それ故、私は私がその姿を見たり泣き声を聞いたりしたらそれは、「ジョンソン、おまえはとんでもなく邪悪な奴だ。悔い改めない限り、おまえは確実に罰を受けるに違いない。」といわれているのだと考えるべきなのだと思う。私自身の不面目は、私がこうして見て、聞くことで、それを想像し、深い感銘を受けてしまうことであり、それ故、私はそれが外界から私に伝えられていると思ってはいけないのだ。だが、もし姿が現れ、声が私に、特定の人物が、特定の場所で、特定の時に死んだという、私が懸念していることでもなく、それを知る手段もない事実を語りかけたなら、その事実は、すべての状況においてその後間違いなく証明されるはずだ。その場合、私は超自然的な知能が私に授けられたことと受け入れるべきなのだ。—サミュエル・ジョンソン
いたずらの本質を明らかにするというジョンソンの役割は、風刺家チャールズ・チャーチルが1762年に著した The Ghost でのジョンソンの明らかな軽信性に対する嘲りを抑えることにならなかった。ジョンソンの執筆活動に熱意が欠けてることに憤慨していたチャーチルは、Pomposoの作中で「迷信的な性格」を強調する人物（より軽信的な幽霊の調査員）を登場させてそれを皮肉った。ジョンソンはそれをほとんど気にしなかったが、『シェークスピア全集』の出版が遅れたことをチャーチルが再び嘲ったときはより動揺したといわれる。当初出版社はこの霊現象と思われるものの関係者への攻撃に慎重だったが、パーソンズの偽装が露見した後、チャーチルの風刺と同様に事件を大々的に報じ、冷笑した。新聞は過去の詐欺事件の証拠を探し、レジナルド・スコットの『魔女術の発見』（1584年）に言及した。Anti-Canidia: or, Superstition Detected and Exposed（アンチ・カニーディア: あるいは見抜かれ、暴かれた迷信 - 1762年）と題された、コック・レーンの事件の関係者の軽信性を嘲笑した匿名の作品の中で、著者は本書について「コック・レーンにおける卑劣な不可思議に対する怒りの警句である」と説明した。サミュエル・フットによるThe Orators（1762年）などの作品が間もなく発表された。Cock-lane Humbug（コック・レーンのペテン師）など滑稽な詩が出版され、劇場では、The Drummer や The Haunted House（幽霊屋敷）といった演劇が上演された。

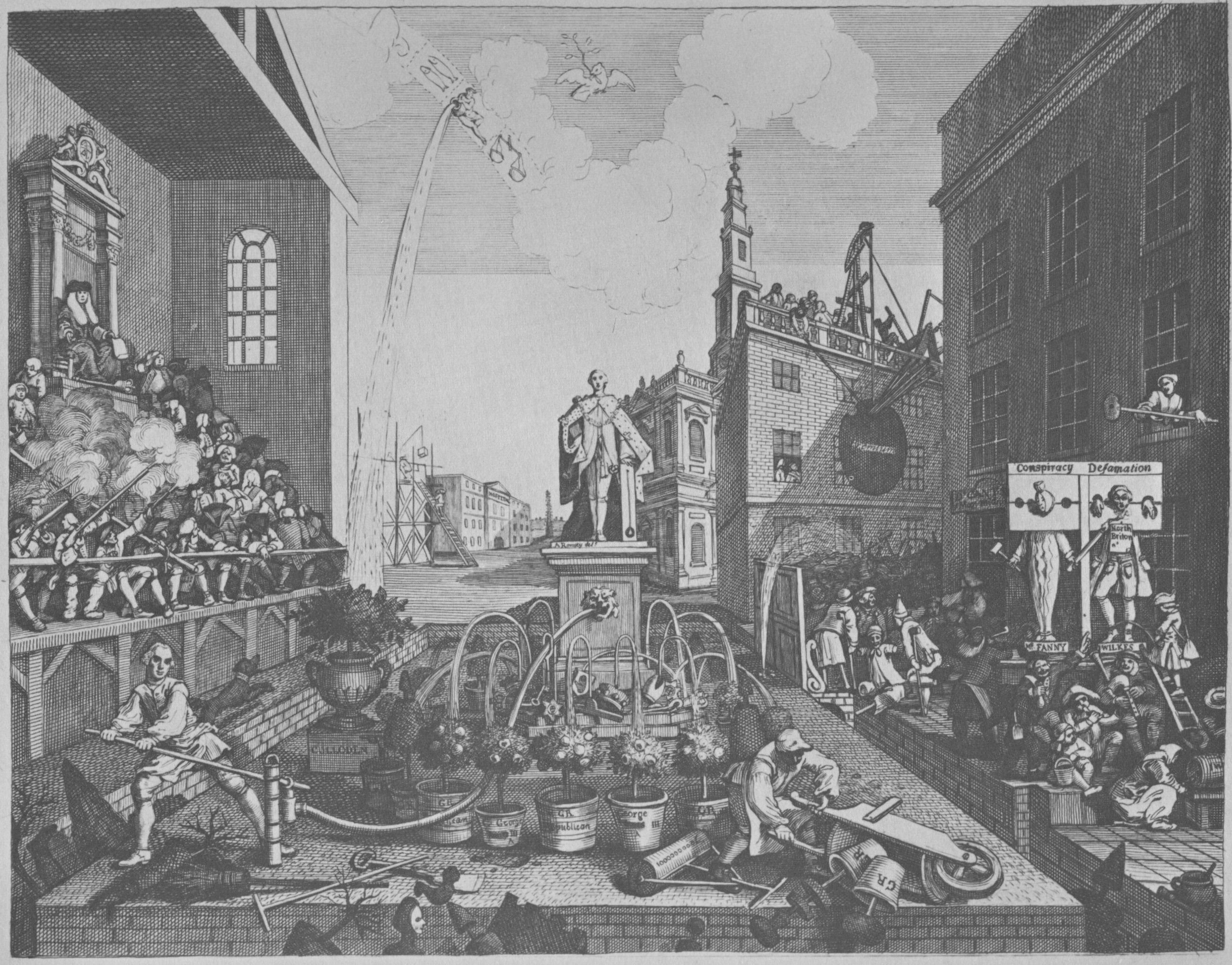
ホガース作The Times, Plate 2。 コック・レーンの幽霊とジョン・ウィルクスがさらし台に晒されており、その背後の影の中にカンタベリー大主教トーマス・セカーが見える。

俳優で脚本家のデイヴィッド・ガリックが風刺画家ウィリアム・ホガースに捧げた The Farmer's Return（農夫の帰宅）は大きな成功を収めた。この話では、国王の即位式のためロンドンからの旅行中の農夫が、彼の家族にファニーとの会話を話して喜ばせている。また、伝統的な役付けを逆にし、疑い深い農民が信じやすい都会人をからかうという設定がなされていた。ホガースは Credulity, Superstition and Fanaticism（軽信、盲信、そして狂信 - 1762年）の中でメソジストを非難する態度を示した。この絵では、一人のメソジスト聖職者が若い女性の胴着の中に、陰茎の「幽霊」を滑り込ませているのが見える。彼は The Times, Plate 2（1762-1763年）においてコック・レーンの幽霊の背後にトーマス・セカー（メソジストのために介入しようとした）を描き再びメソジストを攻撃した。幽霊とともに急進政治家ジョン・ウィルクスをさらし台で晒すことで、メソジスト周辺の民衆運動とトーリー党との関係をほのめかした。これを見たウィリアム・ウォーバートン主教は激怒し、彼はメソジスト派を批判する立場ではあったが、次のように述べた。
私はホガースの幽霊の絵を見た。それは私がこの芸術家を忌み嫌い、すべての人々からの尊敬を失う、下劣で猥褻、不浄で冒涜的な忌まわしい作品である。最善なのは、その最悪な部分が人々によく理解される十分な機会を与えないことである。—ウィリアム・ウォーバートン
19世紀の作家チャールズ・ディケンズ —彼の幽霊への強い興味は幼少期の子守役メアリー・ウェラーの影響による— は、いくつかの著書の中でコック・レーンの幽霊をとりあげた。『ニコラス・ニクルビー』では、主な登場人物の一人ニコルビー夫人（作中では喜劇的な息抜きを提供する役割）が、彼女の曾祖父と一緒に学校に通ったのがコック・レーンの幽霊だとし、「だってほら、お祖父さまの学校の校長をなさってた方がなんと非国教徒でらして、そんなこんなでたぶん、コック通りの幽霊も大きくなってから、牧師さまにあんな失礼な真似ができたんでしょうから。」と話している。ディケンズはまた、『二都物語』および『ドンビー父子』でも簡潔にコック・レーンの幽霊に触れている。19世紀後半の小説家Ｃ.L.パーキスは『女性探偵ラブデイ・ブルックの事件簿』シリーズの一編として「ファウンテイン・レーンの幽霊」を発表した。この短編がコック・レーンの幽霊事件を題材にしていることを疑うのは難しい。